# Joaquim Xavier Guimarães Natal
Joaquim Xavier Guimarães Natal (Goiás, 25 de dezembro de 1860 — Rio de Janeiro, 22 de junho de 1933) foi um advogado, magistrado e ex-político brasileiro que serviu como membro da Junta governativa goianense de 1889, deputado constituinte em 1891 e ministro do Supremo Tribunal Federal, além de Procurador-Geral da República.

## Primeiros anos
Joaquim Xavier Guimarães Natal nasceu em Goiás, no dia 25 de dezembro de 1860, na província de Goiás, durante o Império do Brasil. Era filho de Luiz Pedro Xavier Guimarães e Leonor Gertudes Fialho Guimarães.

## Carreira política e jurídica
Bacharelou-se em Ciências Jurídicas e Sociais, em 15 de novembro de 1882, na Faculdade de Direito do Largo de São Francisco, em São Paulo.
Em 1883, regressando à sua cidade natal, passou a atuar como advogado. Nesse período, funda o primeiro núcleo republicano da Província de Goyaz e lança os periódicos "O Bocaiúva" e "Brasil Federal".
Em 17 de janeiro de 1883, torna-se Promotor Público e Curador de Órfãos da Comarca, cargo exercido até 17 de janeiro de 1889, data em que foi nomeado Juiz Substituto.
Perdeu o cargo de Juiz Substituto após o quadriênio em 17 de janeiro de 1889. Não obstante haver requerido recondução, firmado em disposição em Lei, não foi reconduzido, "(...) porque, por um dever de lealdade, a que nunca fugiu, junto ao seu requerimento uma carta ao Ministro da Justiça, então Conselheiro Ferreira Viana, declarando-se francamente liberal."

### Associação com Bulhões e Proclamação da República

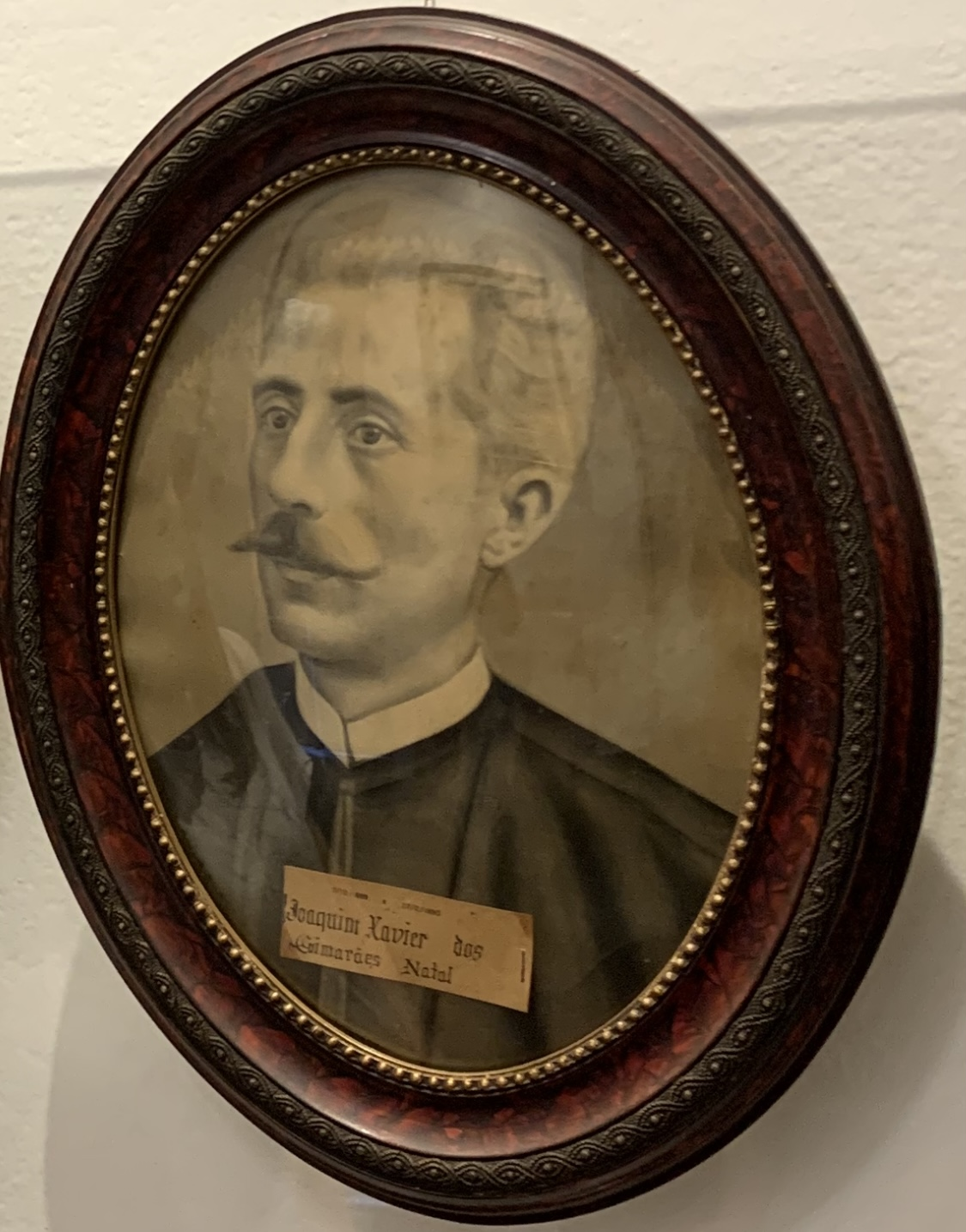
Foto de Guimarães Natal, no Salão dos Governadores, no Palácio Conde dos Arcos, na Cidade de Goiás.

Sem obter forma de sustento a si e sua família, já com duas filhas e casado com Ângela de Bulhões Jardim, tornou-se lavrador em propriedade adquirida em sociedade com os cunhados Leopoldo Rodrigues Jardim e Leopoldo de Bulhões. Segundo o relato de sua filha mais velha, Eurydice Natal e Silva, fundadora da primeira Academia Feminina de Letras do Brasil, em 1904: "Foi nessa vida simples e laboriosa que veio encontrá-lo a Revolução de 15 de Novembro de 1889."
O fim do Império e início da República, fez o contexto para que a Província de Goyaz passasse a ser governada por uma junta governativa. Guimarães Natal foi um dos membros da junta governativa goianense de 1889.
Em menos de três meses a junta se mostrou desnecessária a partir da nomeação do novo Governador. Voltou à magistratura, designado pelo Ministro da Justiça Campos Salles. A carreira da magistratura seria novamente interrompida pela política. Divulga, em 02 de julho de 1890, um documento entitulado "Manifesto dos Candidatos do Centro Republicano de Goyaz." É eleito como Constituinte Nacional. Mudou-se para o Rio de Janeiro na companhia da esposa e do filho mais jovem, de apenas 3 anos. Deixa aos cuidados da mãe, na Cidade de Goyaz, as três filhas mais velhas.
Foi sistematizador e redator final da Constituição de 1891, por escolha dos demais membros. Notabilizou-se por inserir o instituto do habeas corpus como garantia constitucional. Guimarães Natal também foi responsável pela distinção teórica entre crimes militares próprios e impróprios.
Ele foi, como os demais representantes da Constituinte, vítima de violências que culminaram na cassação dos 24 deputados que haviam decretado a Constituição de 1891. Impetra o primeiro Habeas Corpus para livre exercício de mandato político no Brasil, para si e os demais deputados. Renunciou de seu mandato de deputado em dezembro de 1891.
Em 1898 foi convidado a fazer parte da comissão incumbida de elaborar o projeto de Código de Processo Criminal.

### Ministro do STF

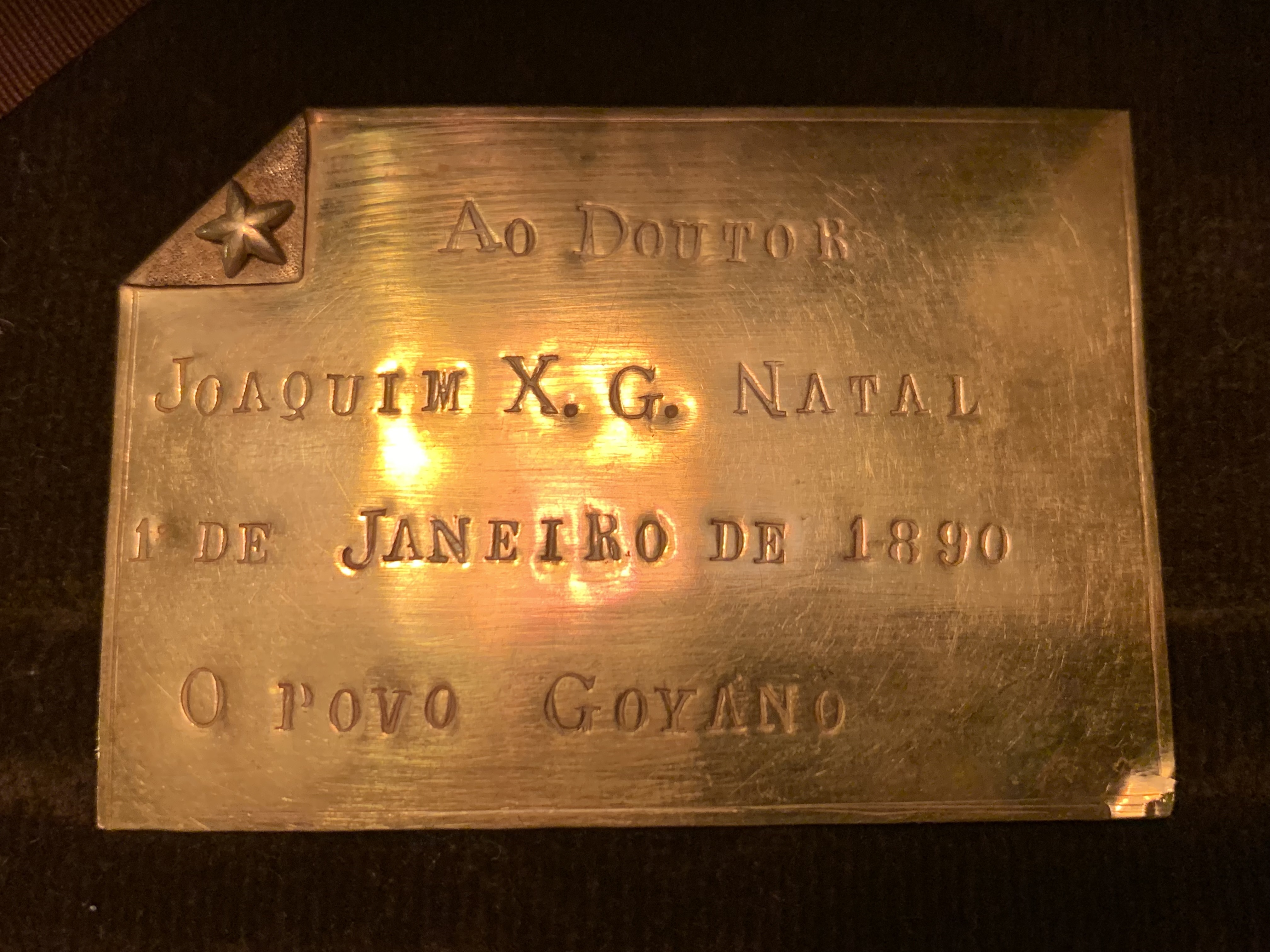
Placa de ouro oferecida a Joaquim Xavier Guimarães Natal pelo povo goiano, em 1 de janeiro de 1890. O objeto pertence ao acervo de sua família.

Segue a carreira de Juiz em Goiás até ser nomeado Ministro do Supremo Tribunal Federal, por decreto de 11 de setembro de 1905. Exerceu a magistratura no Supremo Tribunal Federal até 13 de abril de 1927. Até hoje, é o único goiano a ser ministro do Supremo Tribunal Federal.   
Em 6 de dezembro de 1909, tornou-se Procurador-Geral da República, cargo que exerceu até 14 de novembro de 1910.
Em 24 de junho de 1933, o Supremo Tribunal Federal suspendeu a sua sessão para homenagear o Ministro Guimarães Natal. O Ministro Edmundo Lins, à época Presidente do Supremo Tribunal Federal, pronunciou as seguintes palavras:
| “ | "Cumpro o doloroso dever de participar ao Egrégio Supremo Tribunal Federal o falecimento do nosso conspícuo colega Ministro Guimarães Natal. Fazendo-o, proponho se tome luto por oito dias, se suspenda a sessão e se nomeie uma comissão de três Ministros para darem pêsames à família e representarem o Tribunal em todas as homenagens que forem prestadas ao saudoso extinto. Ninguém mais que ele merece este tributo de amizade e pungente saudade. Durante vinte anos - de 1905 a 1925 - ocupou uma das Cadeiras deste Tribunal, tendo exercido algum tempo o dificílimo e espinhoso cargo de Procurador da República, no governo de Nilo Peçanha. Quer neste lugar, quer no de julgador, honrou e exalçou as cadeiras que ocupou. Honrou-as, exaltou-as, pelo zelo e escrúpulo com que estudava todas as questões, pela precisão e clareza com que proferia os seus votos, que trazia escritos." | ” |

## Família
Era filho de Luiz Pedro Xavier Guimarães e Leonor Gertrudes Fialho. Tendo nascido no dia 25 de dezembro, foi batizado com a incorporação do nome Natal. Casou-se com Angela de Bulhões Jardim e era cunhado de Joaquim Leopoldo de Bulhões. Era pai de Eurydice Natal e Silva e, portanto, avô de Colemar Natal e Silva, fundador e primeiro reitor da Universidade Federal de Goiás.